# Padilla de Arriba
Padilla de Arriba là một đô thị trong tỉnh Burgos, Castile và León, Tây Ban Nha. Theo điều tra dân số 2004 (INE), đô thị này có dân số là 110 người.
Bản mẫu:Municipalities năm Burgos